# Nico Hübner

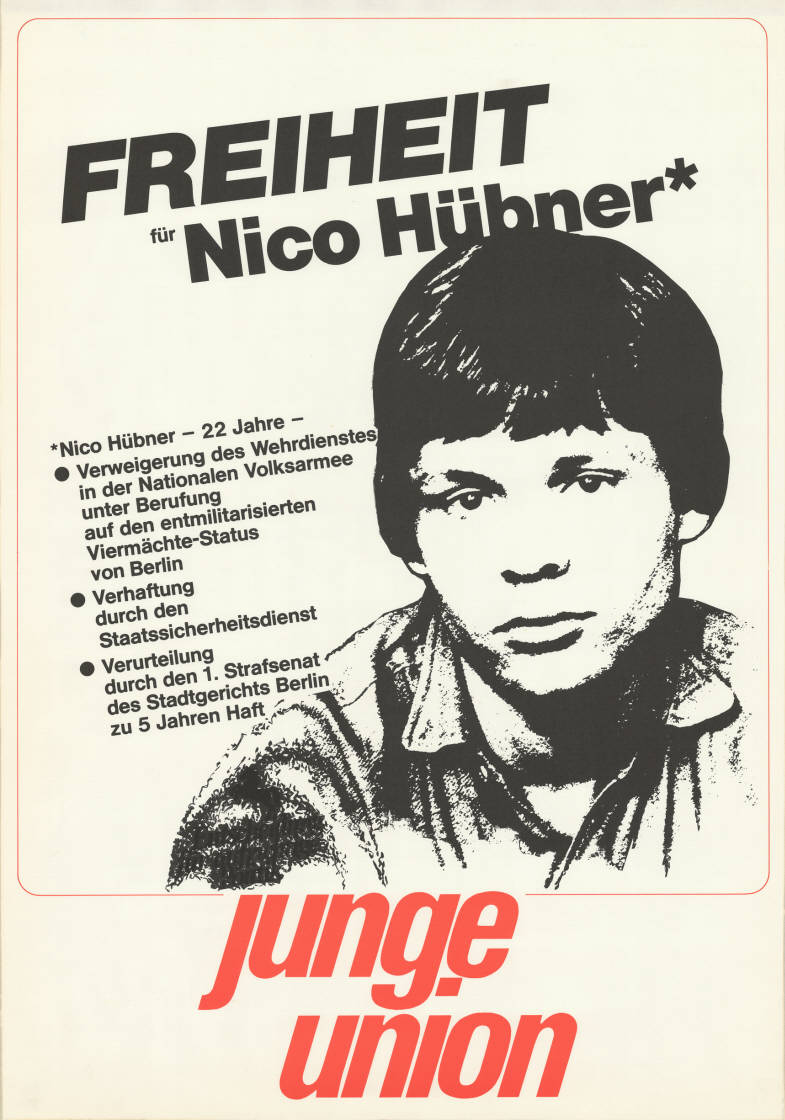
Porträt Nico Hübners auf einem Solidaritätsplakat der Jungen Union, 1978

Nico Hübner (seit 1988 Naphtalie Hübner) (* 5. Februar 1955 in Berlin) war in der DDR ein Regimekritiker und Wehrdienstverweigerer. Weil er sich dabei auf den entmilitarisierten Status von Berlin berief, erregte sein Fall Aufsehen. SED-Generalsekretär Erich Honecker zeichnete den Prozessvorschlag des Ministeriums für Staatssicherheit persönlich ab.

## Leben

### Familie und Jugend
Sein Vater, Erwin Hübner (1902–1959), war Mitglied der Sozialistischen Einheitspartei Deutschland (SED) und wissenschaftlicher Mitarbeiter der SED-Parteihochschule „Karl Marx“. Seine Urne wurde in der Grabanlage „Pergolenweg“ der Gedenkstätte der Sozialisten auf dem Zentralfriedhof Friedrichsfelde in Berlin-Lichtenberg beigesetzt. Nico Hübners Mutter, Lilo Hübner, geb. Erbstößer, war ebenfalls SED-Mitglied und arbeitete im Staatlichen Rundfunkkomitee der DDR als leitende Redakteurin beim Kinderfunk.
Hübner geriet auf der Oberschule in Konflikt mit dem Marxismus-Leninismus in Lesart der SED. 1971 trat er aus der Freien Deutschen Jugend (FDJ) aus, woraufhin er von der Schule geworfen wurde. Er fand Kontakt zu christlichen Kreisen, wurde in ein Erziehungsheim in Mecklenburg eingewiesen, aus dem er nach daheim flüchtete. Im Dezember 1972 wurde Hübner in den geschlossenen Jugendwerkhof Torgau eingewiesen, um „sozialistisch erzogen“ zu werden. Aus dem Werkhof wurde er nach Erreichen der Volljährigkeit entlassen. Anschließend erhielt er weder Bildung noch Arbeit. Die Teilnahme an einem Hebräischkursus an der Berliner Humboldt-Universität, Sektion Theologie, wurde ihm verweigert. 1974 verweigerte er erstmals den Wehrdienst in der Nationalen Volksarmee der DDR. Dass er daraufhin nicht verhaftet wurde, schrieb er seiner Stiefmutter zu, die Staatsanwältin war. Den DDR-Behörden war er seitdem verdächtig. Als er Freunde zu einem Treffen einlud, um über die Unterstützung eines verhafteten Jugendlichen zu sprechen, wurde ein Verfahren wegen staatsfeindlicher Hetze gegen ihn eingeleitet. Auch dieses Verfahren wurde eingestellt.

### Wehrdienstverweigerung
Später jobbte er als Komparse am Deutschen Theater Berlin und wurde Mitglied der Evangelischen Studentengemeinde. Im Frühjahr 1977 stellte er einen Ausreiseantrag in die Bundesrepublik. Als das Wehrkreiskommando der Nationalen Volksarmee ihn im Februar 1978 zur Musterung für den Wehrdienst vorlud, verweigerte er. Er erklärte, der entmilitarisierte Status Berlins, der von den Alliierten 1945 beschlossen und im Viermächteabkommen über Berlin 1971 bestätigt worden sei, gelte auch für den Ostteil der Stadt. Er bezog sich dabei auf das Verbot der Militarisierung nach dem Kontrollratsgesetz Nr. 43. Das Gesetz wurde jedoch nur in den Westsektoren der Stadt durchgesetzt, während die DDR ihr Wehrpflichtgesetz auch im Ostteil Berlins anwandte. Zum 14. März 1978 erhielt Hübner eine Vorladung auf das Volkspolizeirevier 69 in Prenzlauer Berg. Als er die Frage, ob er sich weiterhin weigere, den Wehrdienst in der DDR-Armee abzuleisten, bejahte, wurde er verhaftet.
Hübner stand in Kontakt mit der West-Berliner Arbeitsgruppe für Menschenrechte, einer Abspaltung der Gesellschaft für Menschenrechte, die ihn unterstützte und der er Material zur Veröffentlichung in westlichen Medien zusandte. Am 30. März 1978 veröffentlichte die Tageszeitung Berliner Morgenpost einen Aufsatz Hübners, in dem er sich gegen das politische System der DDR wandte: „Kommunistische Gesellschaftstheorien, wenn sie in der DDR durchgesetzt werden sollen, lassen immer mehr oder weniger diktatorische Regime entstehen. Regimegegner gehen also davon aus, daß die Regime kommunistischer Art nicht durch äußere Formen humanisiert werden können, wo die Freiheit eines jeden nur beschränkt wird durch die gleiche Freiheit aller.“ Zugleich kritisierte er, die Politik im Westen Deutschlands lehne es ab, „zur moralischen Stütze im anderen Teil Deutschlands zu werden“.

### Öffentliche Reaktionen
Der Fall fand in der Öffentlichkeit große Beachtung. Berlins Regierender Bürgermeister Dietrich Stobbe und das Abgeordnetenhaus von Berlin forderten am 6. April 1978 einhellig die Freilassung Hübners. Die Berufung des Wehrdienstverweigerers auf den entmilitarisierten Status Berlins, so die Vertreter aller Fraktionen, sei rechtens. Der Verleger Axel Springer setzte sich in Briefen an Bundeskanzler Helmut Schmidt, den CDU-Vorsitzenden Helmut Kohl, US-Präsident Jimmy Carter und die Vereinten Nationen für ihn ein. Rudi Dutschke, Marxist und Wortführer der Studentenbewegung der 1960er Jahre, drückte Hübner seine Solidarität aus und forderte ihn auf, sich geistig „nicht den Rücken brechen“ zu lassen. Die Junge Union sammelte Unterschriften für seine Freilassung; 10.000 Unterschriften kamen allein in Niedersachsen zusammen.

### Prozess, Haft, Abschiebung
Der Prozess gegen Hübner wurde vom Ministerium für Staatssicherheit gesteuert. SED-Generalsekretär Erich Honecker erhielt einen detaillierten Prozessvorschlag. Er zeichnete die Anklagepunkte gegen den Wehrdienstverweigerer persönlich ab. Zugleich bearbeitete er die dazugehörige Meldung der DDR-Nachrichtenagentur Allgemeiner Deutscher Nachrichtendienst (ADN). Der Prozess fand im Sommer 1978 unter Ausschluss der Öffentlichkeit statt; die Zeugen wurden zu Stillschweigen verpflichtet. Zentrales Beweismittel war ein Gutachten des im Ostteil Berlins ansässigen Instituts für Internationale Politik und Wirtschaft (IPW), das Hübner als „Verräter der sozialistischen Ideale“ brandmarkte und ihm „einen asozialen und kriminellen Lebenswandel“ unterstellte. Am 7. Juli 1978 wurde Hübner vom 1. Strafsenat des Stadtgerichts Berlin zu einer fünfjährigen Freiheitsstrafe verurteilt. Nach der Urteilsbegründung hatte er die Wehrpflicht verletzt, Nachrichten gesammelt (§ 98 StGB [DDR]) und staatsfeindliche Hetze (§ 106 StGB [DDR]) betrieben. 13 Monate war Hübner Gefangener in der Justizvollzugsanstalt Bützow. Am 11. Oktober 1979 wurde er gleichzeitig mit Rudolf Bahro amnestiert und am 18. Oktober 1979 von der DDR in den Westen abgeschoben. Auch seine erste Frau und sein Sohn durften mit ihm ausreisen.

### Leben im Westen
Im Juni 1980 trat Hübner gemeinsam mit 30 ehemaligen DDR-Häftlingen, darunter der Ex-DDR-Schriftsteller Siegmar Faust, in die Freie Demokratische Partei (FDP) ein. Dort unterstützte er die Gründung der Jungen Liberalen und sprach im Bundestagswahlkampf 1980 auf FDP-Veranstaltungen. Hübner kritisierte die Forderung des Jungdemokraten-Vorsitzenden Christoph Strässer, die DDR-Staatsbürgerschaft anzuerkennen. „Stabilisierung eines diktatorischen Regimes auf deutschem Boden kann nicht Aufgabe liberaler Politik sein“, schrieb Hübner in der Berliner Morgenpost.
Hübner konvertierte 1986 zum orthodoxen Judentum und emigrierte 1988 nach Israel, wo er den Grundwehrdienst in den Israelischen Streitkräften ableistete. Er nahm den Namen Naftali Hübner an, arbeitete als Bauhandwerker und besuchte nebenher eine Rabbinerschule. Sieben Jahre lebte er mit der Schriftstellerin Rachel Abraham zusammen, später heiratete er in zweiter Ehe eine aus Sankt Petersburg stammende Germanistin.

## Ehrungen
Hübner erhielt 1979 den Konrad-Adenauer-Freiheitspreis der Deutschland-Stiftung. Bayerns Ministerpräsident Franz Josef Strauß überreichte ihn in der Bayerischen Staatskanzlei.